# Agua de Dios
Agua de Dios es un municipio colombiano de Cundinamarca, ubicado en la Provincia del Alto Magdalena, a 125 km al suroccidente de Bogotá. Limita por el oeste y por el norte con Tocaima; por el sur con Ricaurte y por el Este con Nilo.

## Toponimia

### Origen lingüístico[4]
- Familia lingüística: Indoeuropea
- Lengua. Latín

### Significado
La palabra agua viene de las voces latinas aqua-augua-aigua-aiga, que nombra un líquido vital. La palabra dios proviene del latín deus, que a su vez deriva del indoeuropeo deiw-, que significa “brillar”.
Estas expresiones se derivan de la raíz indoeuropea akwa, y está emparentada con el germano ahwo, “rio, corriente de agua”, “cuerpo fluido, insípido, inodoro y transparente, necesario para la vida”; la raíz indoeuropea también dio origen al nombre del dios de los mares nórdico Aegir. La raíz indoeuropea deiw- está relacionada con el brillo diurno o la luz del día, ya que la mayoría de las religiones antiguas rendían culto al sol y al cielo. Deiwos "dios".

### Origen / Motivación
El topónimo de Agua de Dios tiene su origen en las aguas termales ubicadas en el lugar conocido como "Los Chorros". Se dice que los primeros en descubrir esas termales, exclamaron: «¡Esto es agua de Dios!» Sin embargo, al parecer, estas tierras ya tenían ese nombre cuando llegaron los primeros pobladores colocado por él encomendador Francisco Toledo, de hecho hay una vereda en el municipio vecino de Nilo, Cundinamarca, denominado aguadiosito.

## Historia
El establecimiento de Agua de Dios como población se debe a las políticas de aislamiento de enfermos de lepra en el siglo XIX, quienes fueron desterrados de Tocaima en el año de 1867, por el miedo al contagio, viéndose obligados a ocupar los terrenos que el Estado colombiano había comprado, propiedad de expresidente de los Estados Unidos de Colombia, el señor Manuel Murillo Toro, comprados previamente de Pablo Afanador, mediante escritura N° 66 del 22 de febrero de 1856. Dichos terrenos fueron destinados como lazareto y la fundación se efectuó el 10 de agosto de 1870. 
Con la Ley 104 de 1890 se le impone al enfermo de lepra un aislamiento total y se implantan los retenes en todos los puntos estratégicos del lazareto que impedían el ingreso de personas sanas, familiares de los pacientes, y prohibía la salida de estos fuera de la ciudad sin autorización previa. 
El 26 de agosto de 1891 un sacerdote italiano de los perteneciente a la congregación de los Salesianos de Don Bosco, el padre Miguel Unia, entra al Lazareto con el fin de acompañar a los enfermos y llevar a cabo allí su apostolado. El gran aprecio que el padre Unia tomó por el lazareto, en aquella época visto con desdén y horror por la sociedad colombiana, lo prueba una carta que el salesiano dirigió a Don Rúa en Turín, primer sucesor de Don Bosco, el 28 de agosto de 1891:

"¡Qué lugar tan bello! El Lazareto está todo rodeado de montes y colinas deliciosas; espesos bosques y verdes prados alegran la mirada en cuanto el horizonte abarca. Hay sitios verdaderamente encantadores, y extensos valles que, si se cultivasen, serían fertilísimos. Pero... ninguno quiere venir aquí: la lepra espanta a todos. En Bogotá, que dista tan poco de estos infelices, al hablar de la lepra, ¡Ave María! se espantan, tiemblan de miedo, y no quieren ni oírla nombrar. Quien viene a este Lazareto es objeto de pública admiración. Por eso no es fácil que yo vuelva a Bogotá. Un viaje de tres días en mula puede ser bello, si se quiere, pero bajo un sol abrasador no ofrece muchos atractivos para decidirse uno a dar tal paseo: y además, temería tener que hacer cuarentena antes de entrar en la capital."

El 29 de mayo de 1894 llega a Agua de Dios el joven seminarista Luis Variara desde Turín para ayudar al padre Unia. Ese mismo año el padre Unia comienza a sufrir dolencias que hacen que regrese a Italia, en donde murió el 9 de diciembre de 1895. Posteriormente los habitantes del municipio pedirían que sus restos fueran devueltos a Colombia y hoy descansan en la iglesia principal de Agua de Dios. La sucesión queda entonces en manos de Variara, quien se ordena sacerdote en Fontibón el 24 de abril de 1898. 
En 1901, para evitar cualquier contacto entre los internos de Agua de Dios y las afueras, se acordonó toda la ciudad con una alambrada y fue custodiada con Policía Nacional e interna, conformada esta última por los mismos pacientes. La conformación de Agua de Dios, su estructura y sus normatividades la convirtieron en una ciudad independiente con sus propias leyes, su propia moneda, llamada “coscoja”, y la prohibición de bebidas embriagantes; además se dispuso la construcción de una clínica, varios hospitales y un subsidio de tratamiento llamado “la ración”, según la Ley 14 de 1907. 
En Agua de Dios también trabajaban las Hermanas de la Presentación, quienes tenían con muchachas leprosas e hijas de leprosas una asociación denominada “Hijas de María”. Algunas de esas jóvenes tenían vocación religiosa, pero su condición les impedía ser aceptadas en una comunidad ordinaria. El padre Variara decidió entonces que era pertinente crear una comunidad con estas jóvenes, y es así como el 7 de mayo de 1905 funda las Hijas de los Sagrados Corazones de Jesús y de María. La fundación tuvo una gran oposición hacia la persona del padre Variara y de las nuevas religiosas, algunas enfermas de lepra y otras sanas pero hijas de leprosos. Sin embargo, esta comunidad nacida en Agua de Dios en condiciones tan difíciles, tiene en la actualidad presencia en varios países latinoamericanos, europeos y africanos. 

El padre Variara murió en la ciudad de Cúcuta el 1 de febrero de 1923, alejado contra su voluntad de su gente de Agua de Dios. Fue beatificado el 14 de abril de 2002 por el papa Juan Pablo II y sus restos yacen en la capilla de la Casa Madre de la congregación. El Lazareto de Agua de Dios ofreció albergue a miles de colombianos enfermos de lepra, recibió al insigne compositor santandereano Luis Antonio Calvo, y a otros Literatos, escritores, periodistas y pintores que dejaron huella indeleble, entre quienes se destacan también Adolfo León Gómez, Adriano Páez, Rosa Restrepo Mejía y Carlos Muñoz Jordán.

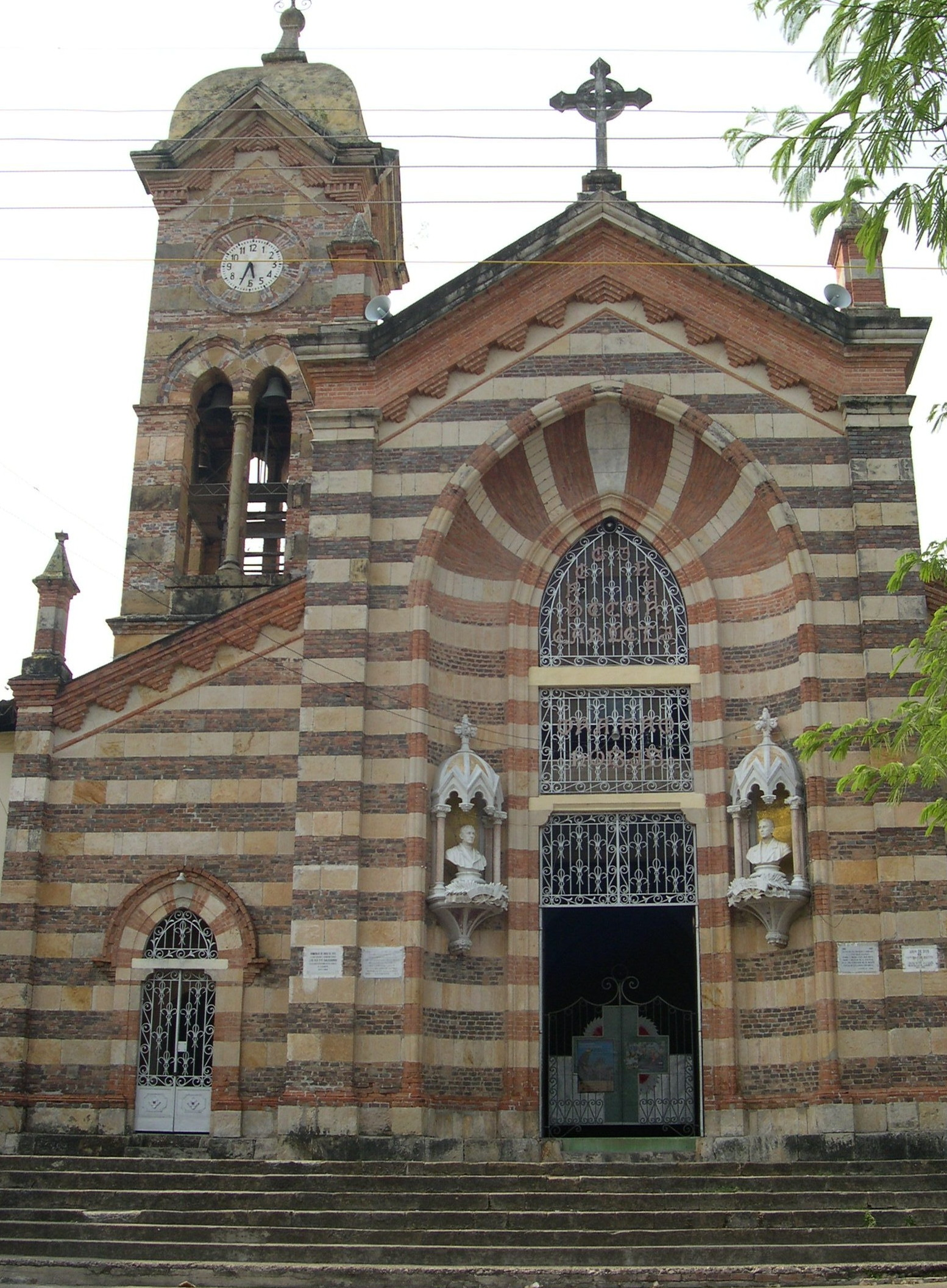
Iglesia parroquial de Nuestra Señora del Carmen de Agua de Dios.

### Hacia la municipalización
Mediante Ley 148 de 1961 se devolvieron todos los derechos civiles, políticos y garantías sociales consagrados en la Constitución Nacional a los enfermos de lepra. Esta misma ley que autorizó a la Asamblea de Cundinamarca para crear el municipio y le concedió el beneficio de adjudicar los terrenos a quienes los ocupaban por ese entonces. Producto de esta ley, nació la Ordenanza N° 78 del 29 de noviembre de 1963 que creó el municipio. El 23 de marzo de 1964 se declaró oficialmente inaugurado y mediante Decreto 317 del mismo año, se nombró el primer alcalde municipal.
En 2011, se declara Patrimonio Histórico y Cultural de la nación todos los lugares relacionados con el funcionamiento del Sanatorio de Agua de Dios, el Puente de los Suspiros y conexos.

## Geografía

### Límites municipales
Agua de Dios está delimitado por los siguientes municipios:
| Noroeste: Tocaima (Río Bogotá) | Norte: Tocaima | Nordeste: Tocaima |
| Oeste: Ricaurte                |                | Este: Nilo        |
| Suroeste: Ricaurte             | Sur: Ricaurte  | Sureste: Nilo     |

## Turismo
- Ferias y Fiestas:

En las ferias y fiestas se celebra la fundación del municipio de Agua de Dios (10 de agosto de 1870) con la realización del festival y reinado histórico, cultural y deportivo "Agua de Dios La ciudad de la Alegría y la Memoria", destacando lo más representativo de la cultura, tradiciones artísticas, sitios de interés, 16 inmuebles declarados patrimonio cultural de la Nación (Ley 1435 de 2011) 7 museos (Museo religioso Luis Variara, Casa museo Luis A. Calvo, Museo Médico de la Lepra, museo Agua de Dios Vive, Museo Rural de Arte rupestre, Museo de la Hermana Ana María Lozano, Museo Familiar Mana Dulce) Bosque primario y Termales Los Chorros, Cerro de La Cruz, parque natural mana Dulce, Quebrada La Puna y Aguas Frías. Se realiza también una muestra de procesos de formación cultural y artística con encuentros de danzas y bandas sinfónicas, procesos de formación con encuentros deportivos en fútbol, voleibol y jiujitsu, comparsas, carrozas y orquestas.
El 15 de octubre se celebra el Festival de Música Campesina, que nace de la necesidad de motivar la tradición musical, basada en distintos ritmos populares y folclóricos, gracias a la multiculturalidad generada por las colonias que se crearon en tiempos del Lazareto.

## Personas destacadas

### Músicos

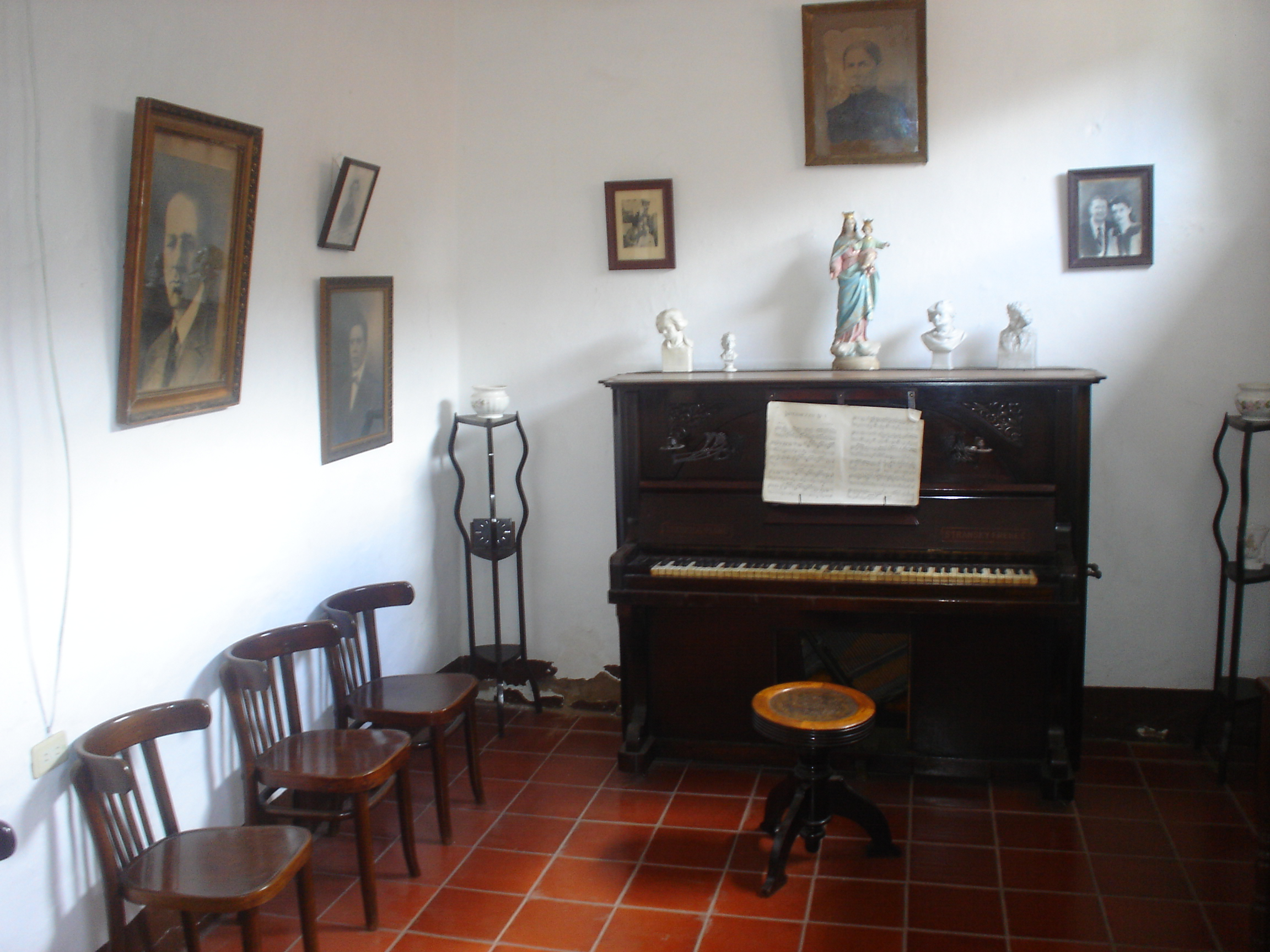
Piano que perteneció a Luis Antonio Calvo.

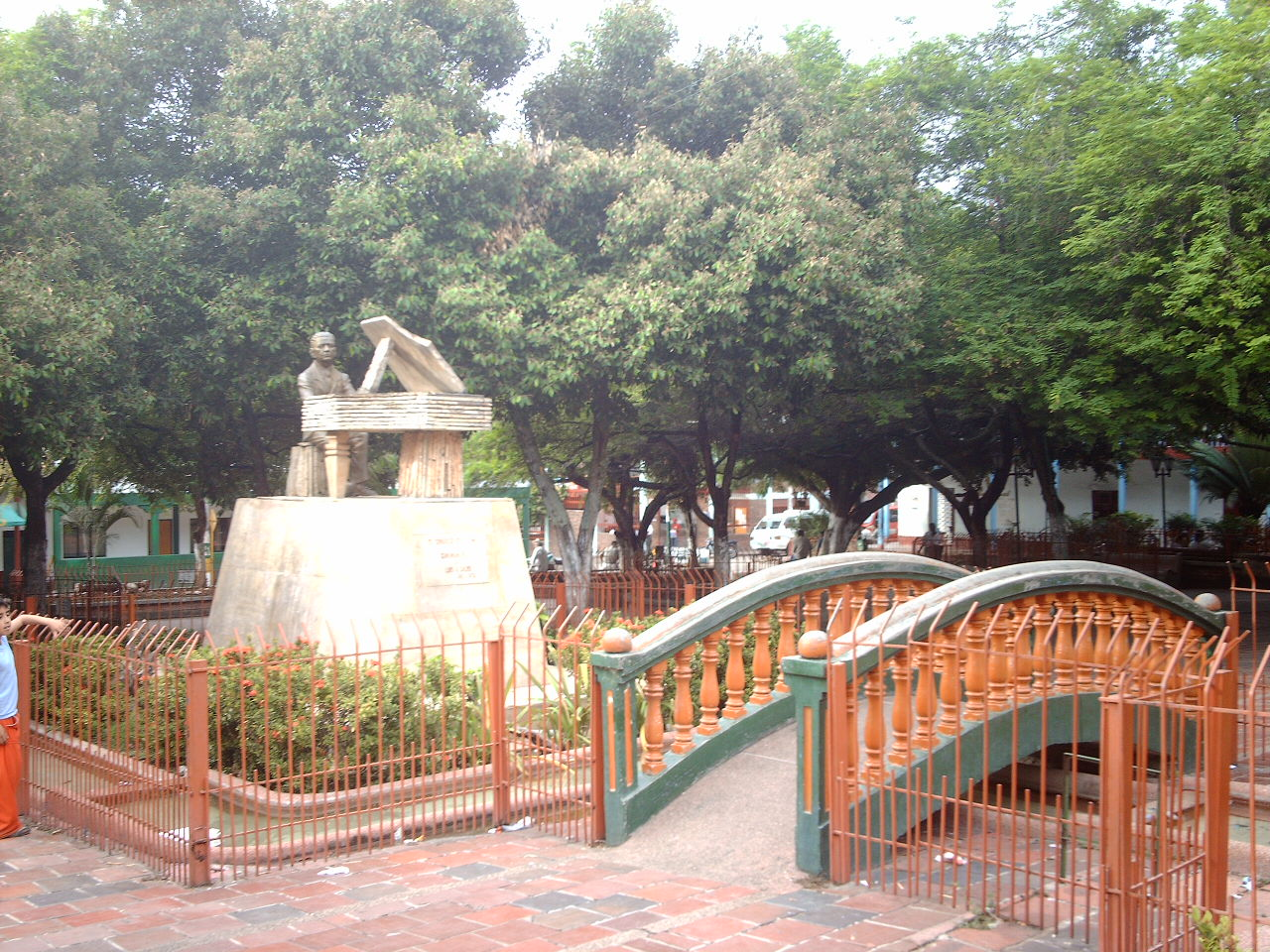
Monumento a Luis Antonio Calvo en el parque principal de Agua de Dios.

- Luis Antonio Calvo:Fue un compositor colombiano nacido en Gámbita (departamento de Santander) el 28 de agosto de 1882. Murió en Agua de Dios el 22 de abril de 1945 donde fue confinado a vivir al comprobarse que sufría de lepra. En Agua de Dios realizó lo mejor de su obra, que incluye composiciones de corte tanto erudito como popular. Dentro de su amplio espectro musical que incluía: Gavotas, pasillos, bambucos, marchas, foxtrot, minué, danzas, mazurcas, tango, ragtime, romanza, capricho, serenata, himnos, melodrama, fantasía, operetas, preludio, one step, música religiosa (arpa mística), rondas, pasodobles y lo que le diera reconocimiento internacional, los intermezzos.  Llegó a dirigir la Orquesta Sinfónica de Colombia interpretando sus propias composiciones (escenas pintorescas entre otras). Compuso obras populares especialmente para bandola (instrumento musical colombiano), violonchelo y piano del cual era un diestro intérprete.

- Armando Rodríguez Jiménez: Compositor caleño que vivió la mayor parte de su vida en Agua de Dios. Compuso el Himno de Agua de Dios, lo mismo que muchas canciones entre las que se destaca la dedicada a un hermoso bosque que se asienta en las faldas del Cerro de la Cruz.

Los Chorros

Quiero que tú conozcas

el lugar más amable

donde nace la historia

que lleva Agua de Dios,

el bosque de Los Chorros

con sus aguas termales

donde el que llega encuentra

alivio a su dolor.

Hermosos se levantan

árboles legendarios

adornando el paisaje

del Cerro de la Cruz,

las aves van alegres

trinando cual canarios

volando por el cielo,

perdiéndose en lo azul.

Amigo, yo te invito,

si a este pueblo llegas,

visites a Los Chorros

nunca pases de largo

allí está la esperanza

que al dolor Dios le diera

es un rincón del cielo

para amarlo y cuidarlo.
Hermosos se levantan

árboles legendarios

adornando el paisaje

del Cerro de la Cruz

las aves van alegres

trinando cual canarios

volando por el cielo

perdiéndose en lo azul.

### Artistas plásticos

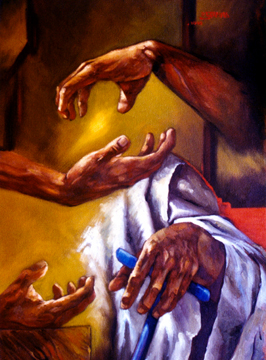
El Aleph, obra de Agustín Álvarez.

- Agustín Álvarez: Pintor nacido en la vereda El Salto, cerca de Agua de Dios. Agustín Álvarez estudió Bellas Artes en la Universidad Distrital Francisco José de Caldas de Bogotá, donde se graduó en 1991. Asistió a los talleres de David Manzur y Augusto Ardila en Bogotá y estudió con Richard C. Pionk y Daniel Dickerson en la Liga de Arte de Nueva York. En Londres participó en múltiples talleres realizados por artistas inmigrantes de diferentes partes del mundo, en los cuales varias veces ofició como tutor. Desde pequeño demostró sus habilidades para el dibujo y luego para el manejo del color de forma natural. La ventaja de vivir en el campo le abrió la sensibilidad para captar en cada cosa, por pequeña que fuera, la grandeza de sus diseños, de sus texturas y de la naturaleza misteriosa de la luz que se encuentra aún entre las sombras. Por esa razón, cuando descubrió a Rembrandt de la mano de su padre, quien elogiaba su talento precoz, fue como una revelación para este maestro de la pintura. La luminosidad en las sombras también las pudo descubrir fascinado en las noches cuando las estrellas parecían desgajarse de la bóveda celestial. Esa noche oscura de que habla San Juan de la Cruz es la que capta Agustín en sus obras. En el campo profesional, ha tenido muchas exposiciones individuales y colectivas tanto en Colombia como en el extranjero recibiendo una crítica favorable.

- Leonel Moreno Manrique: Nació en Agua de Dios, fue cofundador de la Asociación Asoartes y de la Asociación Arte y Cultura Hijos de Agua de Dios. Su vida la ha dedicado en gran parte al trabajo de las Artes plásticas utilizando diferentes técnicas como la acuarela, dibujo a lápiz y acrílico. Su personalidad está marcada por la fuerza y la energía, la cual plasma en todas sus obras. Ha participado en diferentes exposiciones donde el manejo de la técnica de la acuarela le ha merecido menciones honoríficas y el manejo de texturas logradas con el acrílico lo ubicó en el primer lugar obteniendo La Ceiba de Oro en la XVIII versión del Encuentro Departamental de Pintores de Cundinamarca, organizado en Pradilla, en el año 2007. Al incursionar en la escultura recibe el premio con el primer puesto en el encuentro Departamental de Pintores de Cundinamarca organizado en Pradilla en el 2010 y como último logró es premiado con el primer lugar en la modalidad de pintura en el XI Festival "A la sombra del Rodamonte 2011" en Cogua Cundinamarca. El maestro Leonel realiza su primera exposición individual en su pueblo natal en el mes de junio de 2011 y su primera exposición individual itinerante en la ciudad de Girardot en el mes de agosto de 2011.

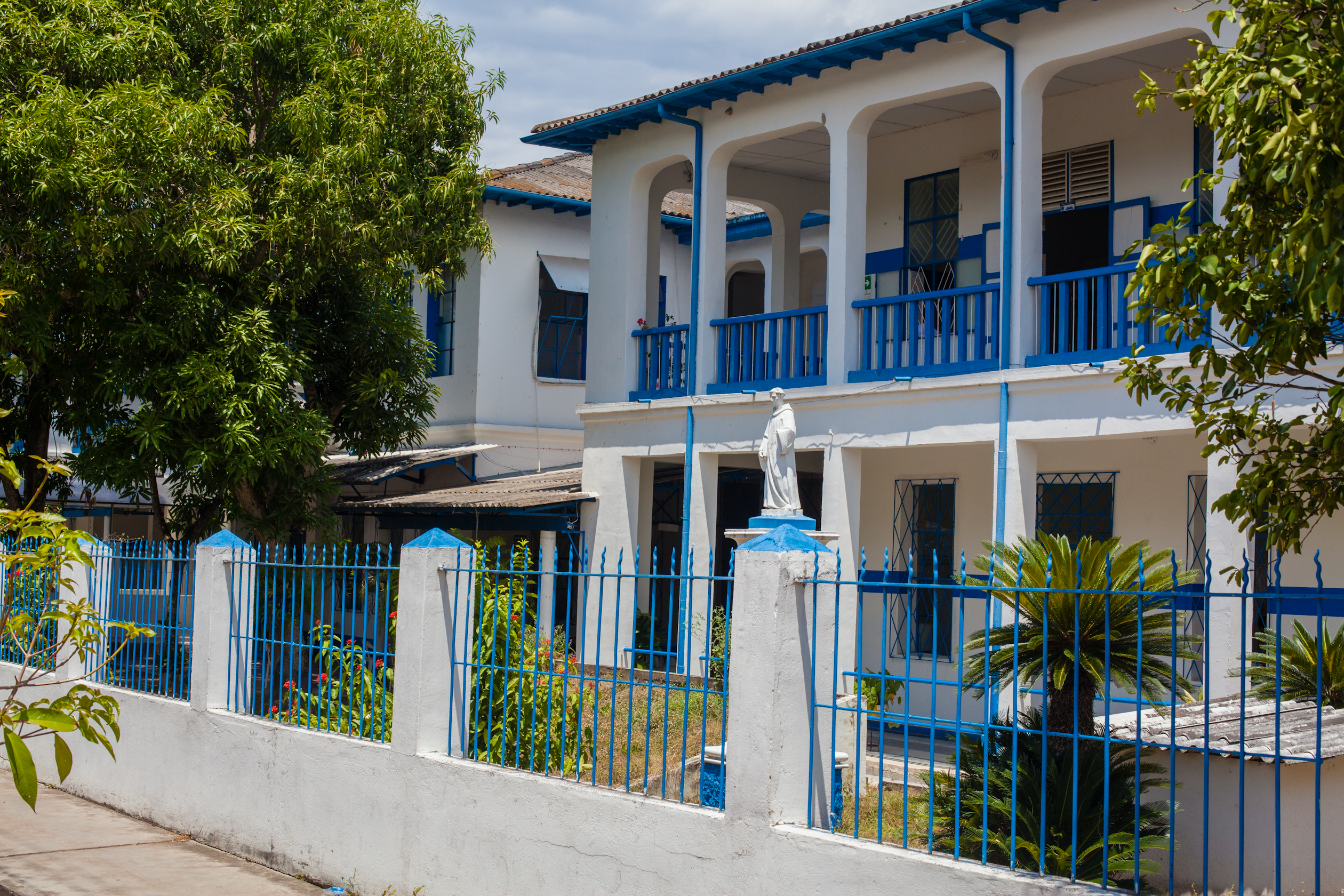
Hospital Herrera Restrepo.

### Escritores
- José Olimpo Álvarez Sánchez: (Agua de Dios, Colombia 1950, - Joplin, Misuri, EE. UU., 2011). Sus innumerables obras impresas como Cuentos de Vida, Muerte y Resurrección, Antología del micro cuento,Letras en la Diáspora (Edición Francés-Español), Vivir del Cuento, Cuentos Cortos para Viajes Largos, Ensayos Literarios Contes/Cuentos (Edición Francés-Español), Poética de la Brevedad en Borges, La antología Cuentos Celestos, la primera Antología en línea de Literatura Latinoamericana y la primera Antología en línea de Cuentos Latinoamericanos, Crítica de Cine y Crítica Literaria.

- Adolfo León Gómez

(Pasca, Colombia 1857, - Agua de Dios, Colombia, 1927): Abogado, escritor prolífico, político y periodista, ocupó importantes posiciones: fue senador de la República, magistrado de la Corte Suprema de Justicia, presidente de la Academia Colombiana de Historia. Político liberal muy activo, participó en diversas manifestaciones, y en las guerras civiles entre liberales y conservadores; por sus ideas y actividades fue encarcelado varias veces. En su tercera reclusión, en 1990, estuvo en el Panóptico de Bogotá, y sobre esta experiencia escribió una de sus más conocidas obras, Secretos del Panóptico (1903). Autor muy prolífico, escribió poesía, teatro, cuentos, ensayos y hasta una zarzuela, Nobleza obliga (4). Terminó sus días en Agua de Dios, a donde llegó luego del diagnóstico de lepra. Allí fue amigo de Luis A Calvo y de otros habitantes de la pequeña ciudad dedicada al cuidado de los enfermos. Sus obras finales dan testimonio de su sufrimiento, como La ciudad del dolor: ecos del presidio de inocentes y poemas como Insomnio

### Periodistas
- Jaime Molina Garzón: (Agua de Dios, Colombia 1947,).

## Gobierno

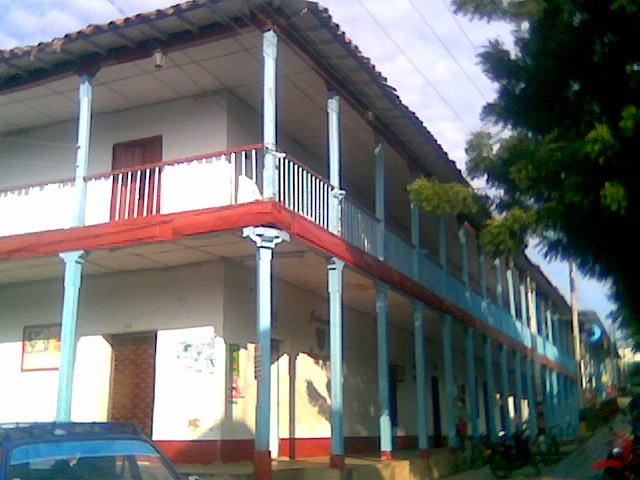
Alcaldía de Agua de Dios.

- Alcalde actual: Eliana Andrea Manzanarez Góngora.
- Administración Actual: Proyección y Sentido Social

| Nombre                        | Cargo                                 |
| ----------------------------- | ------------------------------------- |
| Luisa Fernanda Mora Teuta     | Secretario de Despacho                |
| Julián David Pizza Luna       | Jefe de Planeación                    |
| María Graciela Agudelo        | Tesorero                              |
| Gladys Jiménez                | Jefe de Desarrollo Social             |
| Herley Johana Jiménez         | Coordinadora del SISBEN               |
| Eliana Camargo                | Jefe de Almacén                       |
| Andrés Calderon               | Oficina de Cultura y Turismo          |
| Gonzalo Garcés Betancur       | Jefe de la Oficina de Control Interno |
| Paola Rodriguez               | Jefe de Obras Públicas                |
| Esteban Alarcón               | Deportes y Recreación                 |
| Juan Cesar Valencia Arboleda  | Presidente del Concejo                |
| Anggie Daniela Soler          | Inspector de Policía                  |
| Blanca Bibiana Fuentes Torres | Personera                             |
| Jairo Galindo Orjuela         | Comisario                             |

## Movilidad
A Agua de Dios se llega desde Soacha desde Canoas por Avenida Indumil pasando por Tena hasta Tocaima y del cual se llega al sur hacia el casco urbano aguadioscense y de allí se prosigue a Ricaurte por la Ruta Nacional 40 a Melgar y Girardot.
Dos de las más importantes empresas de transporte de pasajeros que viajan a Agua de Dios son Cooveracruz y Cootransfusa. Estas empresas cuentan con buses y busetas que cubren cotidianamente las rutas que van a Bogotá, lo mismo que a municipios y ciudades intermedias; también cuenta con servicio de taxis.

## Museo Médico de la Lepra

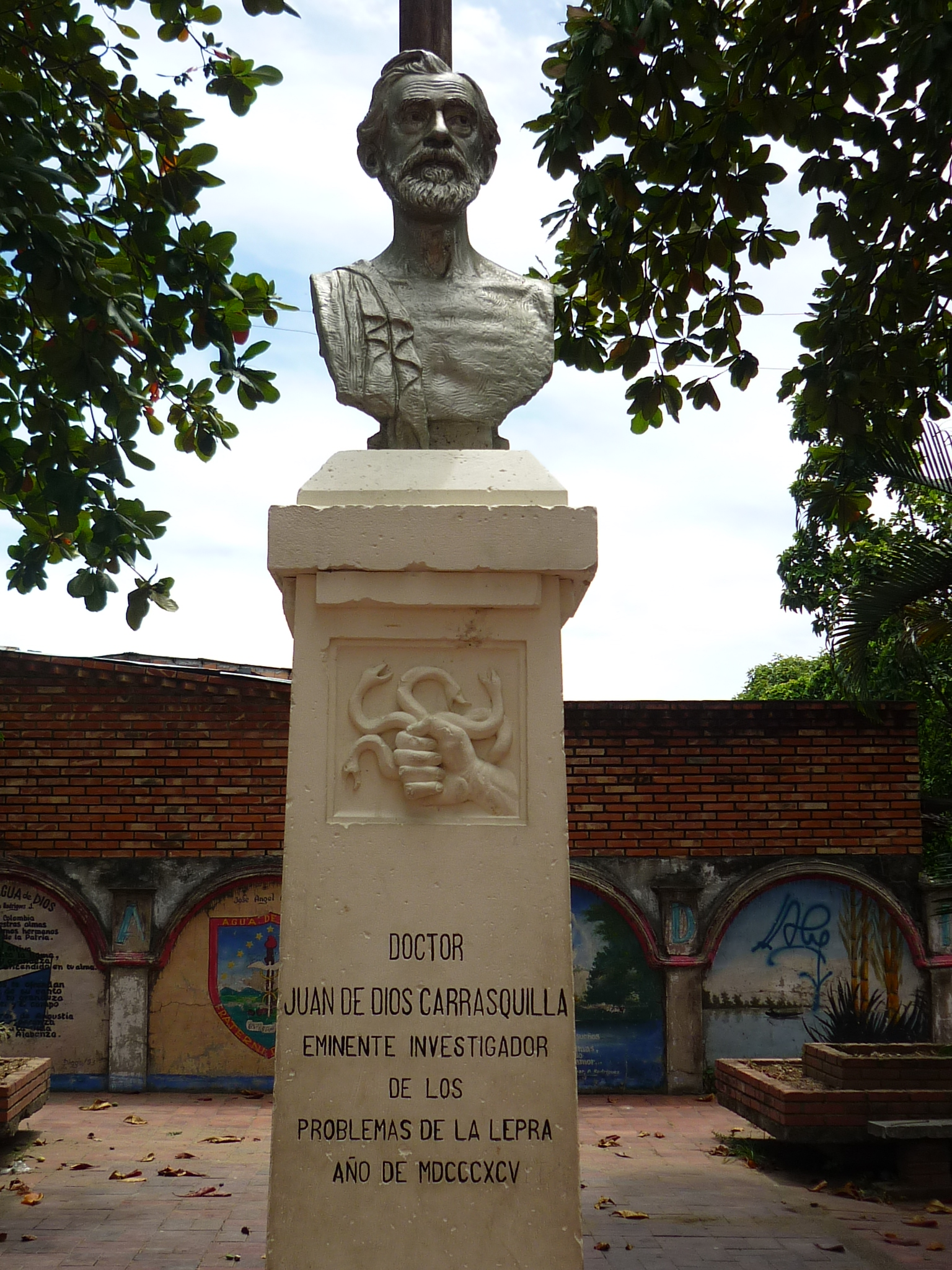
Monumento en honor al doctor Juan de Dios Carrasquilla, investigador de la lepra.

La creación del Museo Médico de la Lepra del Sanatorio de Agua de Dios es el resultado del encuentro afortunado de la voluntad y el interés de varias personas, entre las que figuran el médico pediatra e historiador de la medicina Hugo A. Sotomayor Tribín, miembro de la Academia Nacional de Medicina y poseedor de una amplia experiencia como organizador de exposiciones en Museos de Historia de la Medicina; el médico administrador hospitalario y gerente del Sanatorio, Juan José Muñoz Robayo; el médico dermatólogo y miembro de la Junta Directiva del Sanatorio Michel Faizal Geagea; la senadora, nacida en Agua de Dios y ex primera alcaldesa electa popularmente de este municipio, Nancy Patricia Gutiérrez; la abogada, nacida en Agua de Dios, y asesora jurídica de la senadora, Isabel Cristina Jiménez; y la señorita, nacida en Agua de Dios y cofundadora de la organización no gubernamental, Corsohansen, Patricia Devia Angarita. La materialización de esta iniciativa no habría sido posible sin el apoyo de toda la comunidad de Agua de Dios y de los trabajadores del Sanatorio, y en especial sin el trabajo de la jefa de archivos de Sanatorio, María Teresa Rincón Sánchez. 
El Museo Médico de la Lepra del Sanatorio de Agua de Dios inició labores el día 21 de agosto de 2009, después de cinco meses de haberse tomado la decisión de crearlo por las personas anteriormente mencionadas y de tres meses de haberse iniciado el proceso de socialización entre la comunidad de Agua de Dios. Su primera sede estuvo en el edificio de reuniones de la zona de recreo de la Casa Médica.
Allí permaneció hasta el 31 de enero de 2010, cuando su acogida entre la comunidad creó las condiciones para que la gerencia del Sanatorio decidiera rehabilitar el viejo y bello edificio Carrasquilla, a donde fue trasladado el Museo en esa fecha por corresponder al último domingo del mes de enero en el que se celebra el Día Internacional de Lucha contra la Lepra.

## Servicios públicos
- Energía Eléctrica: Enel, es la empresa prestadora del servicio de energía eléctrica.
- Gas Natural: Alcanos de Colombia es la empresa distribuidora y comercializadora de gas natural en el municipio.